# Indiaca
L'indiaca est une variante du jeu brésilien, le peteca, populaire en Europe. Il oppose soit deux joueurs, soit deux équipes composées de 2 à 5 joueurs selon les règles, placés de part et d'autre d'un filet, avec des règles similaires à celles du volley-ball, mais au lieu d'une balle, on utilise un grand volant, parfois aussi appelé Indiaca ; il se compose de quatre plumes d'oie attachées à une base plus lourde. Le jeu se joue exclusivement avec les mains.

## Origines
Les archives montrent que dans le passé, l'indiaca était pratiquée par les Indiens du Brésil comme loisir, avant même l'arrivée des Portugais. Cette tradition s'est transmise successivement de génération en génération au Brésil.
Lors des VIIe Jeux Olympiques qui se sont déroulés à Anvers (Belgique) en 1920, les brésiliens, qui participaient à leurs premiers Jeux Olympiques, ont joué au petecas pour s'échauffer. Ce jeu a attiré l'attention de nombreux athlètes d'autres pays intéressés par cette forme d'échauffement. Les entraîneurs et les athlètes finlandais ont interrogé à plusieurs reprises le chef de la délégation brésilienne sur les règles de ce sport et ont montré un grand intérêt pour cette activité.
Le peteca a quitté les rues, l'herbe et le sable pour devenir un sport de plein air à Belo Horizonte, dans les années 1940.
C'est à Belo Horizonte, capitale de l'État de Minas Gerais, que la forme du volant a été transformée en la forme que nous connaissons aujourd'hui. Le peteca  possède quatre plumes de poulet blanches attachées à une base et reliées à un fond constitué de plusieurs fines couches de caoutchouc. C'est également à Belo Horizonte que les règles du jeu ont été écrites pour la première fois, que les premiers terrains ont été construits et que la pratique a acquis un sens compétitif avec des championnats internes qui se déroulaient dans divers clubs de la ville.
En 1973, la Fédération Indiaca (Peteca) du Minas Gerais (FEMP) a été fondée, confirmant l'esprit pionnier d'un sport né et développé parmi le peuple brésilien. De Belo Horizonte, la pratique s'est répandue dans d'autres états brésiliens, et de là dans d'autres pays, comme la France, qui ont adopté le jeu tel qu'il est pratiqué au Brésil.
En guise de soutien positif, il existe de nombreuses publications telles que des livres, des magazines, des newsletters, des brochures et des rapports qui soulignent les avantages de la pratique de ce sport pouvant être pratiqué par les enfants et les adultes quel que soit leur âge.
L'Indiaca est également joué au Paraguay, en Bolivie, au Chili, aux États-Unis, au Portugal, aux Pays-Bas, en Belgique, en France, en Allemagne, en Espagne, en Suisse, en Estonie, en Lituanie, en Russie, en Chine et au Japon, etc.